# フィンランドの国旗
フィンランドの国旗 (フィンランド語: Suomen lippu、スウェーデン語: Finlands flagga) は、20世紀初頭から使用されるようになった国旗。場合によっては、siniristilippu（「青十字旗」の意）とも呼ばれる。白地にキリスト教を反映しているとされる青のスカンディナヴィア十字を描いた旗。政府公用旗は、市民旗に四角形のフィンランドの国章がスカンディナヴィア十字の交点の部分に配置された物である。この政府公用旗の旗尾に燕尾型にしたものが軍旗として使用される。更に大統領旗も制定されており、こちらは軍旗の左上の白い部分に、自由十字勲章にちなんだ自由十字が配置されている。スウェーデンの国旗のように、フィンランドの国旗は、スカンディナヴィア十字を基にした旗である。この国旗は、フィンランドがロシア帝国の（フィンランド大公国）から独立を宣言して成立したフィンランド王国で採用された。これは、多くの愛国的なフィンランド人達が自分たちの国のための特別な旗を欲していた際に制定された。ただし、このデザイン自体は19世紀に行われている。この国旗に使われた青の色は、フィンランドにある数千の湖と海と空を、白が国土を覆う雪を反映しているとされる。この色の組み合わせは、100を超えるフィンランドの州旗、軍旗、自治体旗に使用されている。

## 歴史

?フィンランド大公国の国旗（1809年から1917年）。ロシア帝国の国旗と同一
?クリミア戦争で一時的（1853年から1856年まで）に使用された商船旗「セントジョージ旗」
?フィンランド王国時代に一時的に使用された国旗（1917年12月から1918年5月まで）

1809年までおよそ600年に渡ってフィンランドは、隣国スウェーデンの支配下にあり、スウェーデンの一部であった（スウェーデン＝フィンランド）。しかし、スウェーデンが第二次ロシア・スウェーデン戦争でロシア帝国に敗北すると、フレデリクスハムンの和約によって、フィンランドの地はロシア帝国に割譲された。時のロシア帝国皇帝のアレクサンドル1世は、フィンランドの解放者との立場をとり、フィンランド人に大幅に自治を認め、ロシア帝国の属国であるフィンランド大公国が建国された。このフィンランド大公国の国旗は、宗主国であるロシア帝国の国旗と同一の国旗であった。
最初の「フィンランドの旗」として知られる旗は、フィンランド大公国期の1848年に現在のフィンランドの国歌「我等の地」と共に、初めて使用されている。この旗のデザインは、白地にフィンランドの国章を置き、その周りに月桂樹の葉を配置したものであった。
現在の青い十字を用いたデザインは、1861年にヘルシンキで結成されたヨットクラブ「Nyländska Jaktklubben」において、フィンランド国内で初めて使用された。ただし、この旗は白地に青い十字に加えて、2つの交差する枝に囲まれ、王冠を付けたウーシマー州の州章が左上に配置されていた。ただし、この旗の十字のデザインは、「Nyländska Jaktklubben」の設立以前に存在していた、サンクトペテルブルク・ヨットクラブのものに近かった。このデザインは、ロシア帝国海軍の軍艦旗を基にしていたとも言われている。ただし、ロシア帝国海軍の軍艦旗は、白地に青色のサルタイア（X字の十字）を用いた物であり、スカンディナヴィア十字のものではない。クリミア戦争の間、イギリス・フランス艦隊に捕縛されたフィンランドの商船は、セント・ジョージ旗と呼ばれた旗を掲げた。これは、ロシア税関旗を基とした旗であった。その違いは、そのセント・ジョージ旗の十字が現代的な旗より幾分色が薄い程度で、その形はほぼ同じであったことによる。そして、個人船のために1861年に別の旗として、青十字の旗が公的に作成された。
1910年、フィンランドのロシア化に関連してロシア当局は、青十字の旗のカントンの部分にロシア帝国の国旗を追加する法令を布告した。しかし、この布告がフィンランドの反ロシア勢力に伝わると、その旗は「奴隷の旗 (Orjalippu)」と呼ばれ、フィン人達はその旗を掲げることを拒否した。その代わりに、この修正を行っていない三角形のペナントが掲げられ、それによって、この旗に関する布告を回避した。
この布告から7年後の1917年、フィンランドはロシア革命と同時期にフィンランド大公国が倒され、フィンランド王国が建国され、ロシアから完全に独立する。この時は、フィンランド国旗が定まっていなかったため、フィンランドの国章を中央に置いた赤い旗が暫定的な国旗として使用された。そして、フィンランド国旗のデザインを競うコンペティションが開かれた。様々なデザインの旗が出品された。この際、出品された旗は、色使いから主に2つに分けられる。1つ目が、赤と黄色を主に使用した旗が挙げられる。これは、フィンランドの国章に由来していた。そして、もう一方が現在の青と白を用いた旗である。
これらの旗の中のある旗は、デンマークの国旗（ダンネブロ）に酷似しており、赤色の下地に黄色のスカンディナヴィア十字を用いていた。出品された他の旗では、青と白の対角線方向のストライプ模様のものも有った。しかし、この旗は、新たに独立した国家の旗よりも、床屋の旗にふさわしいと酷評された。この中には、フィンランドの著名な画家であるアクセリ・ガッレン＝カッレラのデザインした旗も出品された。この旗は、現在のフィンランドの国旗と似た旗であるが、現在の旗と比較すると青と白の色が反転しており、青地に白いスカンディナヴィア十字が描かれたものであった。しかし、このデザインの旗は、スウェーデンの国旗や、特に当時のギリシャの国旗と似すぎていると考えられた。最終的に、芸術家のエーロ・スネルマンとブルノ・トゥーッカネンがその旗から最終的な旗のデザインを行った。そして、現在の国旗とほぼ同じデザインの旗が国旗として使用されることになり、1918年5月25日に暫定的に使用されていた国旗に代わり、そちらの国旗が正式な国旗として採用された。
スカンディナヴィア十字の交点に国章の入る政府公用旗や軍旗は、1922年にフィンランド国章の上の王冠を削除する修正が入り、1978年には国章の形を盾形から四角形に変更する修正が入っている。

## 公式な決まり

### 大きさ
フィンランドの法律において、フィンランド国旗の比率は黄金比に非常に近い11:18と定められている。ただし、旗尾が燕尾型となる形式の軍旗や大統領旗では、旗尾が長くなり11:19となる。また、スカンディナヴィア十字の部分は、白地と青地の3部分の比率を、4:3:4（垂直方向）、5:3:10（水平方向）とするように定められている。また、旗柱に掲揚する場合は、旗柱の高さの6分の1の幅の旗を使用することが推奨されている。

### 使用

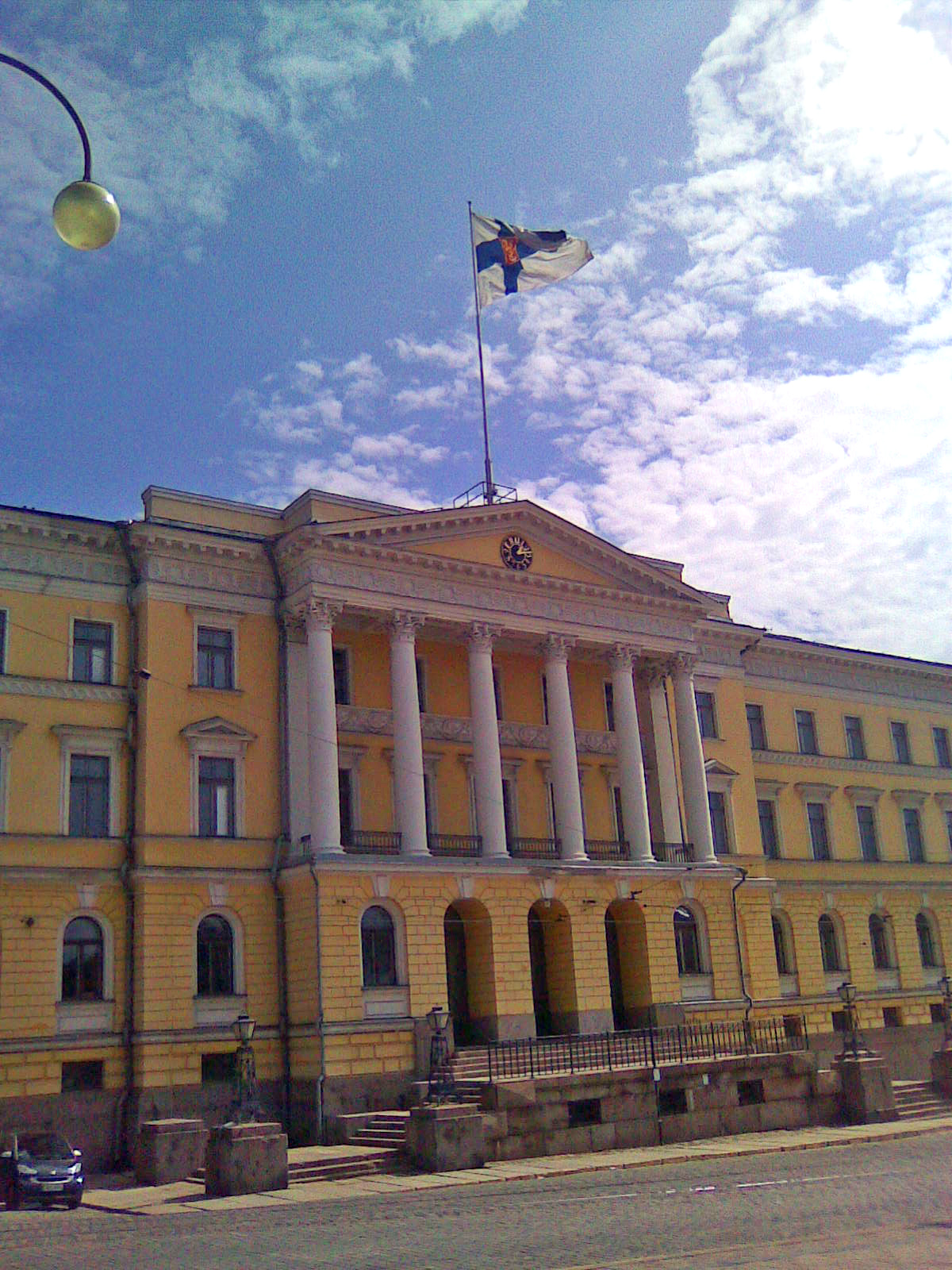
ヘルシンキのフィンランド政府庁舎。政府公用旗がはためいている。

フィンランド国旗は3つの異なる場面で使用される。通常の国旗は、市民や組織、自治体、県などで広く使われている。更には、掲揚する本人たちが、掲揚するのに適していると考えるのであれば、いつでも国旗を掲揚することが許可されている。また、長方形の政府公用旗は、フィンランドの中央政府および州政府の組織や、フィンランドの2つの国教の教会（フィンランド福音ルター派教会、フィンランド正教会）、そして軍艦を除く公用の船舶で使用される。
旗尾が燕尾型となった旗は、フィンランド国防軍で軍旗として使用され、軍艦旗としても利用される。更に、大統領旗やフィンランド防衛大臣旗とフィンランド国防軍司令官旗、そしてフィンランド海軍司令官旗が存在し、それぞれ使用されている。
全ての公的機関は、大多数の一般市民や企業と同様に、公式の旗日には国旗を掲揚する。この公的な旗日に加えて、10日ほど非公式の旗日が存在するが、一般的にはこれらの日も公的な旗日として認識されている。
フィンランドの旗は、午前8時に掲揚され、日没と共に下げられる。ただし、日没が午後9時以降となる場合は、それまでに下げられる。ただし、独立記念日（12月6日）には、日没時間に関わらず午後8時までは掲揚される。また、国家的惨事などが起こった際は、フィンランド内務省は、国家全体で半旗を掲げることを推奨している。
フィンランドの特別税関では、夏至祭においては、国旗を夏至祭前日の午後6時から夏至祭当日の午後9時まで掲揚している。これは、夏至祭の夜は、フィンランドの一部地域では白夜となり、暗くならないことを象徴している。この夏至祭は、フィンランド国旗の日としても祝われる。

### 色
フィンランド国旗で使用される色は、CIE 1931 色空間とCIE 1976 色空間双方、スウェーデンの標準であるSS 01 91 22やパントンの色見本帳それぞれで定められている。
| Scheme | blue                 | Red                | Yellow             |
| --- | -------------------- | ------------------ | ------------------ |
| CIE (x, y, Y) | 0.1856, 0.1696, 5.86 | 0.576, 0.312, 10.9 | 0.486, 0.457, 45.7 |
| CIE (L*, a*, b*) | 29.06, 7.24, -36.98  | 39.4, 59.0, 29.6   | 73.4, 14.8, 79.0   |
| SS 01 91 22 | 4060-R90B            | 1090-Y90R          | 0080-Y20R          |
| パントン | 294 C                | 186 C              | 123 C              |
| *Section 3 of the source gives for the CIE values illuminant D65 and measurement geometry d/2°. *Source: http://www.finlex.fi/fi/laki/alkup/1993/19930827 Government Decision 827/1993 (in Finnish) |                      |                    |                    |

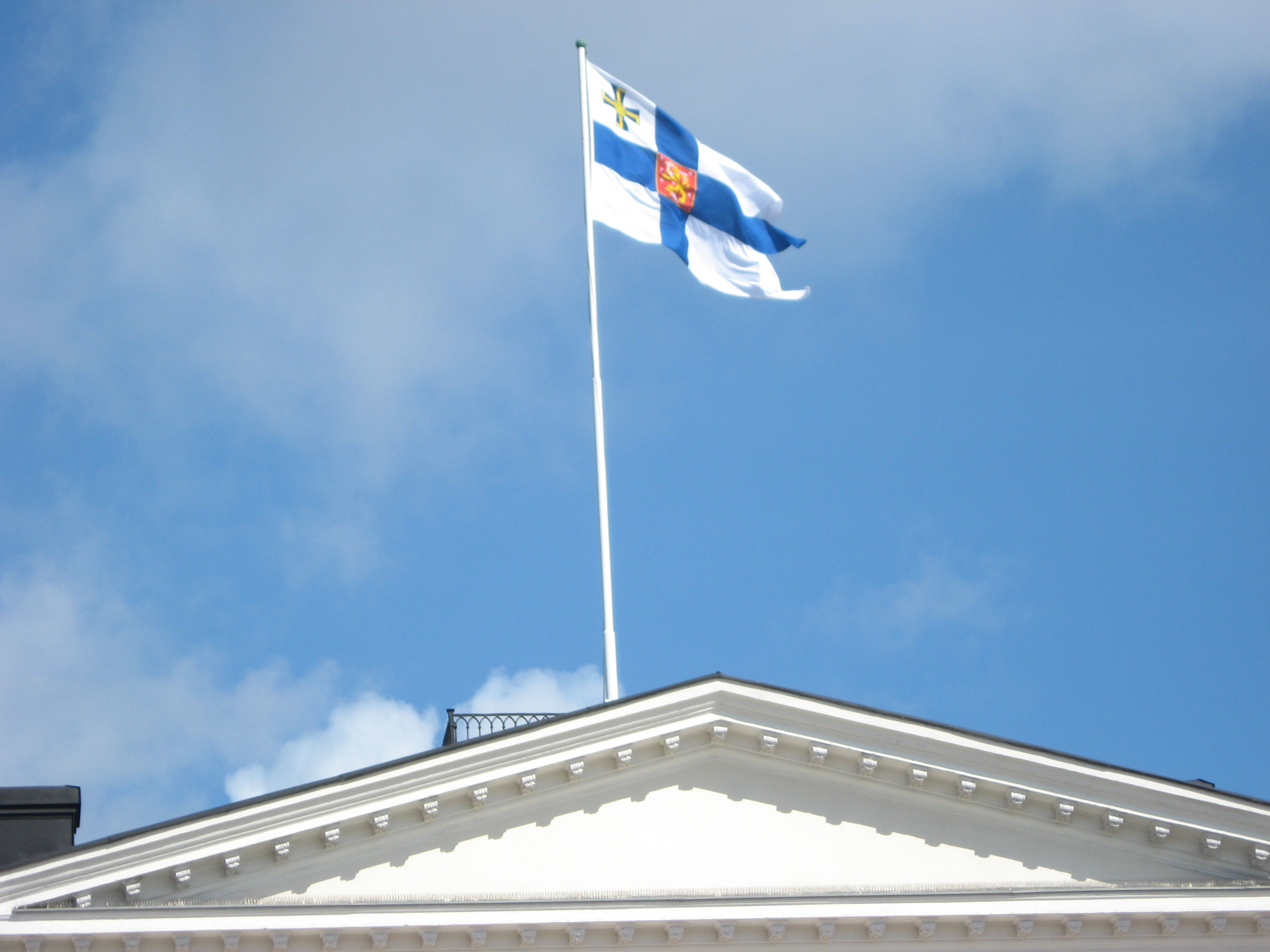
ヘルシンキのフィンランド大統領官邸で掲げられている大統領旗

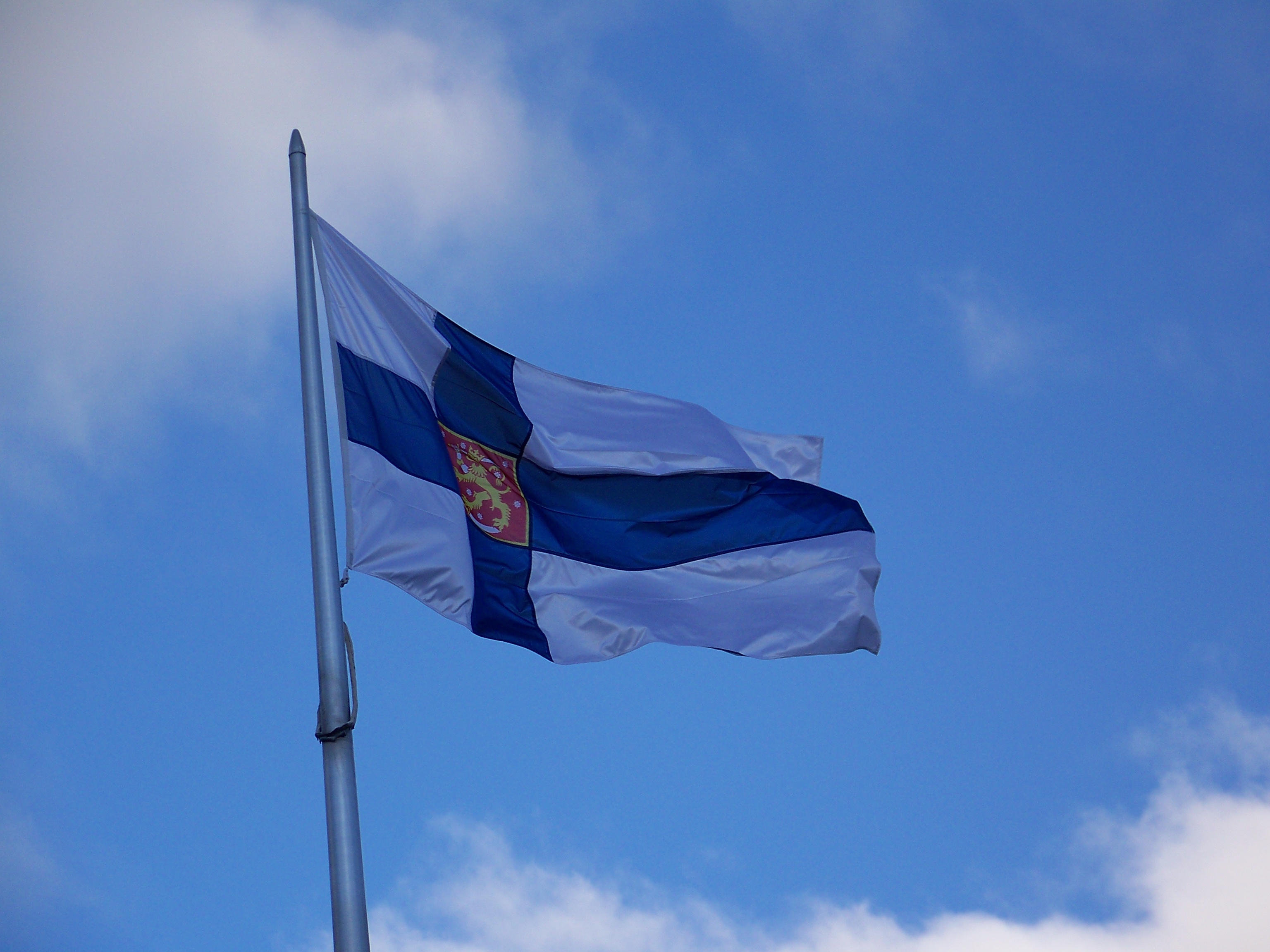
キャンベラ（オーストラリア）のフィンランド大使館で掲げられたフィンランド政府旗

この表のRGB値は、色域が狭すぎるため公式な値ではない。CIE (L*, a*, b*)を基にした非公式なsRGBでの値は、青：R=24、G=68、B=181、赤：R=181, G=28, B=49、そして黄色：R=237, G=167, B=0である。この黄色は、実際はsRGB色空間の外側に及んでしまう。フィンランド国旗で用いられる青色は、「シー・ブルー」と呼ばれ、標準的な青よりも濃い色となっている。ただし、ネイビー・ブルーよりは明るい色である。また、ターコイズブルーやシアンのような光沢や緑の影はほとんど無い。この色は、紋章で使用される色合いであるアジュールで代用されることもある。
赤と黄色は、フィンランドの国章を利用する旗で見ることができる。

## その他の決まり
フィンランドの法律では、国旗を破壊したり、不敬な扱いをすることを禁止している。同時に、許可なく旗柱から国旗を取り除く行為も違法とされている。これらの規定を犯した者は、罰金刑を受ける可能性がある。
更にフィンランドの法律では、許可なく大統領旗や政府公用旗を使用することや国旗に勝手に別の意匠を追加する行為を禁止している。この一つとして、法律で規定された旗と異なる色や形状の旗を販売することは出来ない。これらに違反すると、罰金刑に処される可能性がある。
加えて、国旗を敬意をもって扱う一般的なルールがある。
- 国旗は、汚れていたり痛んでいてはいけない。
- 国旗は地面に触れてはならない。
- 国旗を洗う場合は、室内で乾かさなければならない。
- 使い古した国旗を処分する際は、燃やす[注釈 4]か国旗であったことが分からなくなるまで裁断する。
- 国旗は地中に埋めたり、海に捨ててはならない[注釈 5]。

フィンランドのヨットクラブ用海上旗のデザイン。旗中の円に囲まれたXの部分に各ヨットクラブのエンブレムが置かれる。縦横比: 11:18

## ヨットクラブ用海上旗
フィンランド国旗の特例として、フィンランドの登録されたヨットクラブであれば、承認を受けたヨットクラブのエンブレムを追加した旗をヨットで使うことが許可されている。この海上旗は、通常の市民海上旗（通常の国旗）の青いスカンディナヴィア十字の上に細く白いスカンディナヴィア十字を追加し、旗の左上の白い部分にヨットクラブのエンブレムを配置する。多くのヨットクラブでは、この海上旗をヨットクラブのメンバーに配布し、彼らが良く使用している。ただし、ヨットクラブのメンバーには、混乱を避けるためこのヨットクラブ用海上旗をフィンランド領海外で使用することを非推奨としている。しかしながら、公式にはヨットクラブ用海上旗はフィンランド国外でも有効であるとされている。

## 変遷

### 大公国時代

?フィンランド大公国の国旗（1809年から1917年）、ロシア帝国の国旗と同一
?クリミア戦争で一時的（1853年から1856年まで）に使用された商船旗「セントジョージ旗」
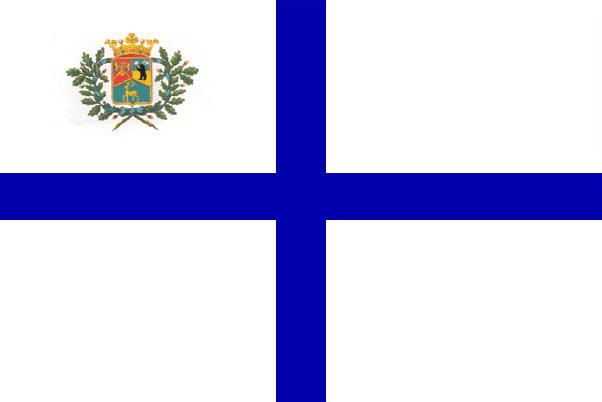
?フィンランド大公国の商船旗（1869年–1920年）
?フィンランド大公国の非公式の旗（赤と黄の縞模様）
?フィンランド大公国の非公式の旗（青と白の縞模様）

### 王政時代

?フィンランド王国に一時的に使用された国旗（1917年12月から1918年5月まで）
?フィンランド王国の国旗（1918年）
?フィンランド王国の国旗（1918年–1920年）
?フィンランド王国の政府旗（1918年–1920年）
?フィンランド王国の軍旗（1918年–1920年）
?フィンランド王国の摂政の旗（1918年–1920年）
?フィンランド王国の商船旗（1918年）

### 共和政時代以降

?フィンランド共和国の国旗（1918年–1920年）
現在の国旗（1920年以降）
同上（縦横比2:3の別タイプ）
?政府用旗（1920年–1978年）
現在の政府用旗（1978年以降）
?軍旗（1920年–1978年）
現在の軍旗（1978年以降）
?大統領旗（1944年-1946年）
?大統領旗（1921年-1944年、1946年-1978年）
現在の大統領旗（1978年以降）
現在の軍艦用国籍旗（1918年以降）